# Samborzec

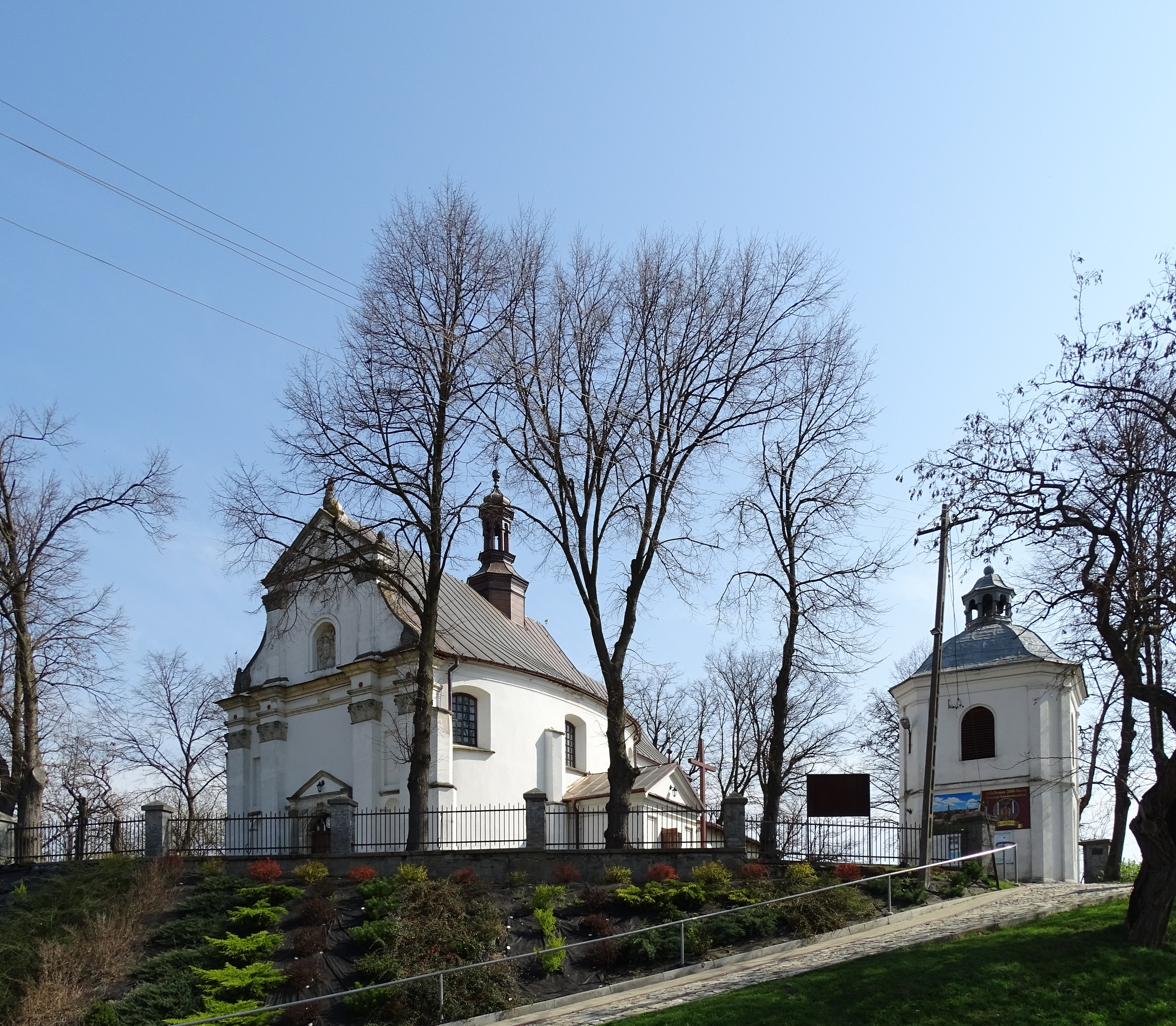
Kerk van de Heilige Drie-eenheid, gebouwd in de 13e eeuw, herbouwd in de 17e eeuw.

Samborzec is een dorp in het Poolse woiwodschap Święty Krzyż, in het district Sandomierski. De plaats maakt deel uit van de gemeente Samborzec en telt 500 inwoners.